# 蒜头果
蒜头果（学名：Malania oleifera）为铁青树科蒜头果属下的一个种。